# Ulica Ziołowa w Łodzi
Ulica Ziołowa – ulica w Łodzi na osiedlu Radogoszcz  zabudowana w 1943 r.

## Historia
Obszar dzisiejszej ulicy Ziołowej oraz sąsiadujących ulic (Podbiałowej, Lawendowej, Piołunowej, Trawiastej, Żywokostowej i Rumiankowej) został zabudowany w okresie okupacji hitlerowskiej w ramach programu Niemieckiej Pomocy dla Poszkodowanych w Wyniku Bombardowań (tzw. Deutsche Wohnungshilfswerk). Powstało wówczas osiedle składające się ze 105 parterowych domków (do 2022 r. zachowało się ponad 80 z nich). Były przeznaczone dla osób, które utraciły domy w wyniku bombardowań. Zamiarem twórców było użytkowanie ich jako domków letniskowych po zakończeniu wojny, stąd lokalizacja na obrzeżach miasta. W okresie PRL osiedle zostało wykończone przez Miejskie Przedsiębiorstwo Budowlane a następnie zasiedlone. W latach 70. i 80. XX w. doszło do rozbudowy blokowiska na osiedlu Radogoszcz, w efekcie czego ulica Ziołowa wraz z ulicami sąsiednimi stała się enklawą zabudowy parterowej.  

## Zabudowa
Budynki przy ul. Ziołowej tworzą regularny układ. Usytuowane są częściowo kalenicowo względem ulicy, a częściowo ustawione prostopadle do siebie, tworząc małe podwórka. Domy są dwurodzinne lub czterorodzinne o powtarzalnym układzie mieszkań. Powierzchnia mieszkania przypadającego na rodzinę wynosiła od 29 do 33 m². Każdy z domków był wyposażony w ogródek. Na skutek użytkowania przez indywidualnych właścicieli wiele domów przy ul. Ziołowej zostało wyposażone w przybudówki, które zostały uznane za nielegalne przez Powiatowy Inspektorat Budowlany.

## Galeria

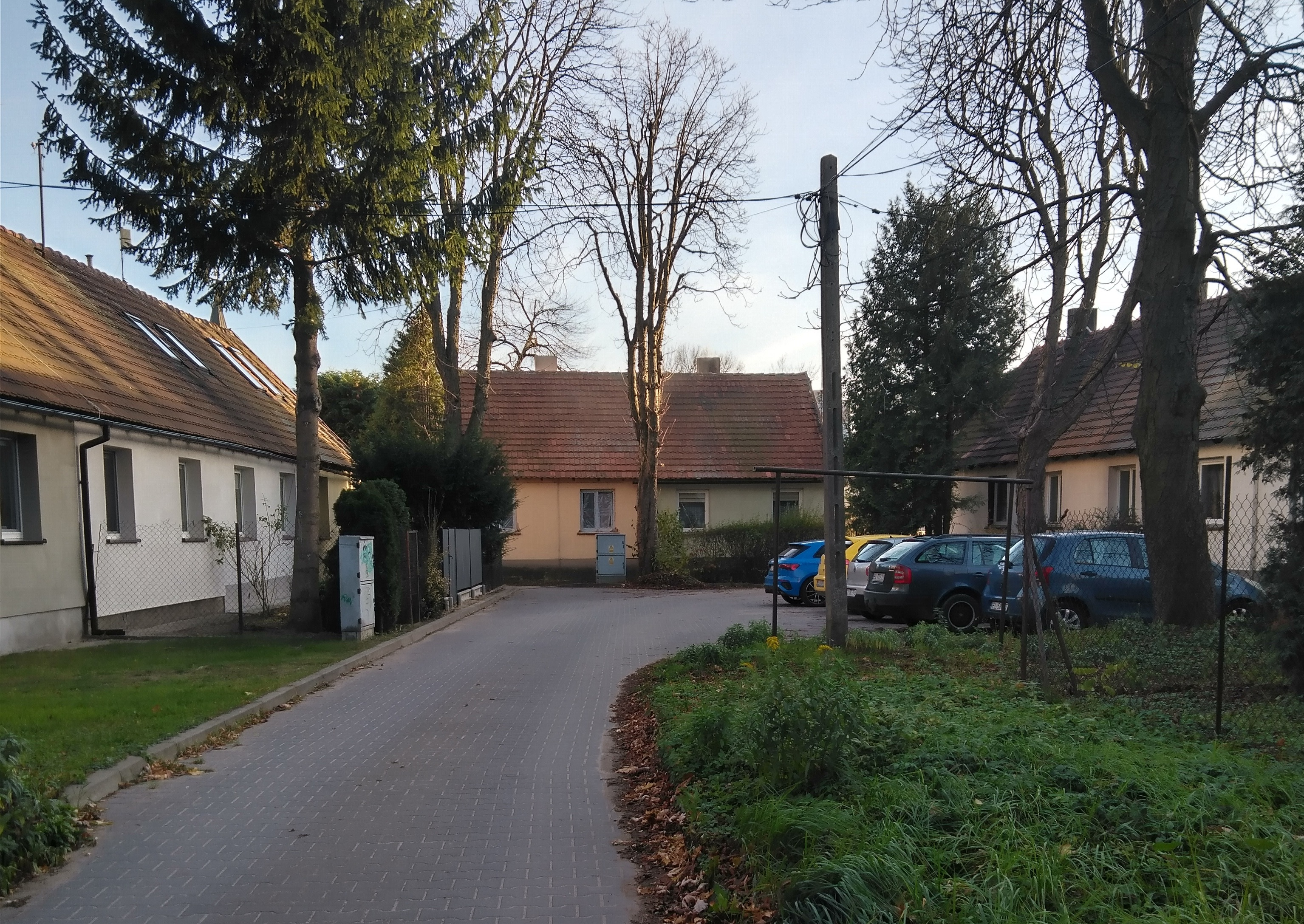
Podwórko przy ulicy Ziołowej (2024)
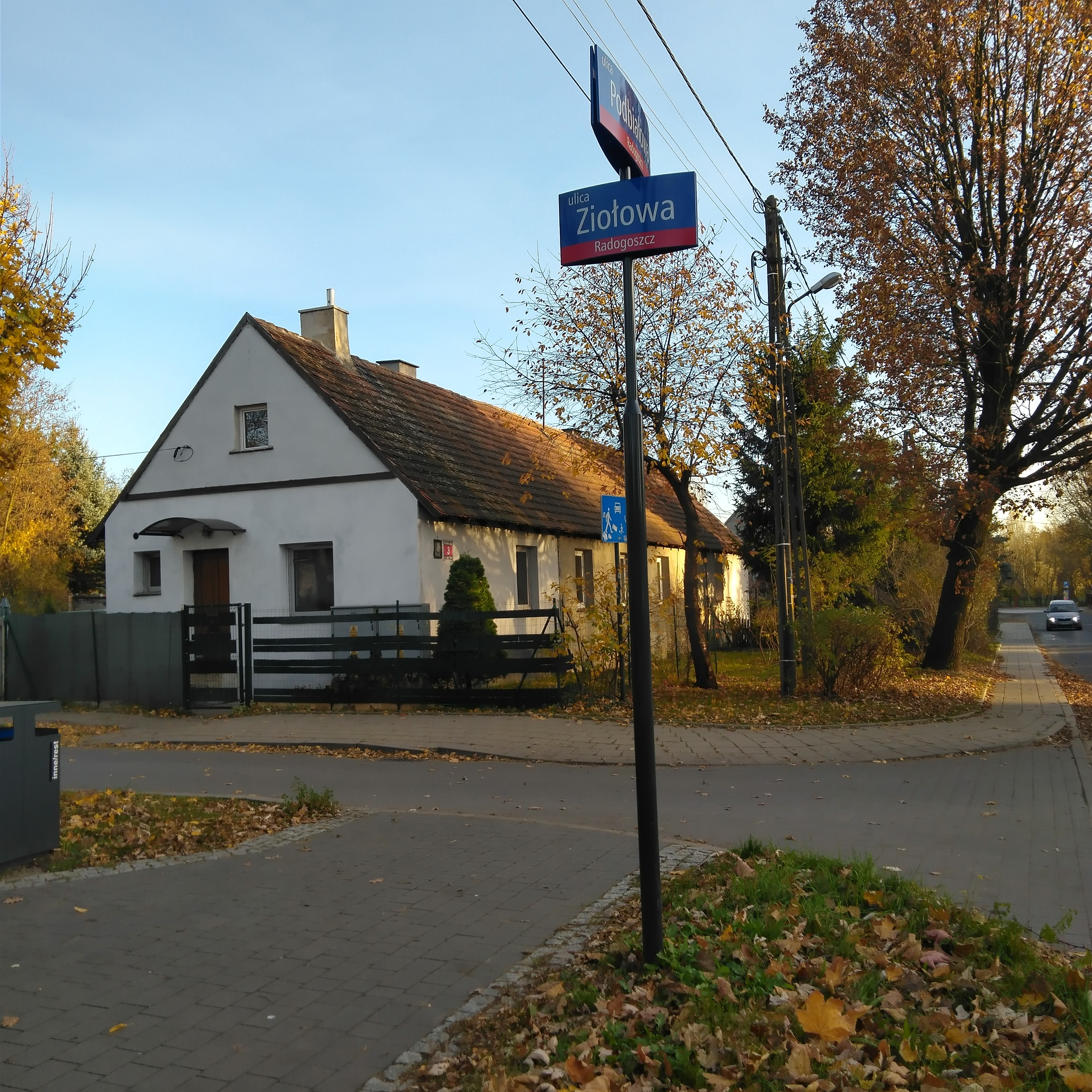
Ulica Ziołowa. Skrzyżowanie z ulicą Podbiałową.
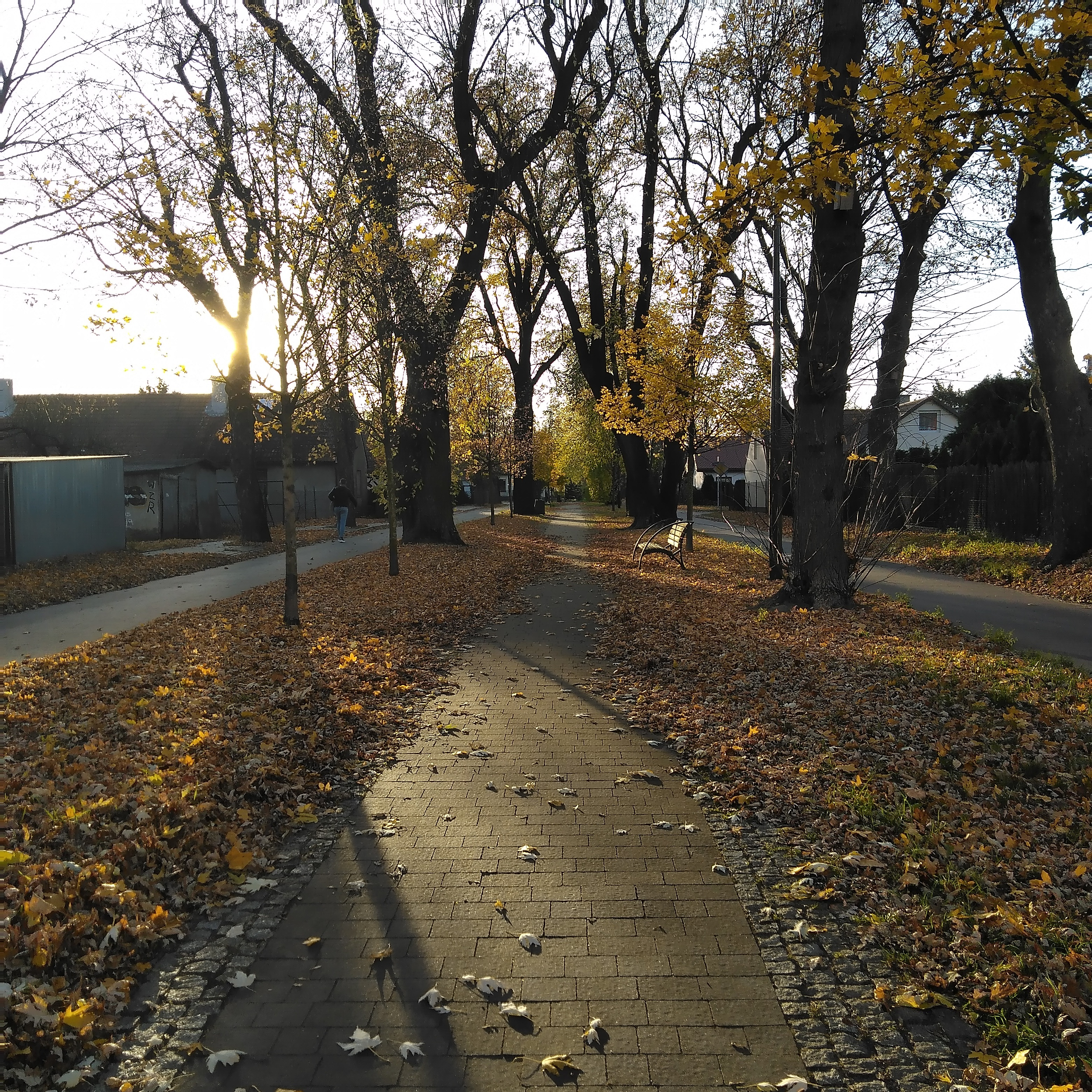
Deptak przy ul. Ziołowej (2024)
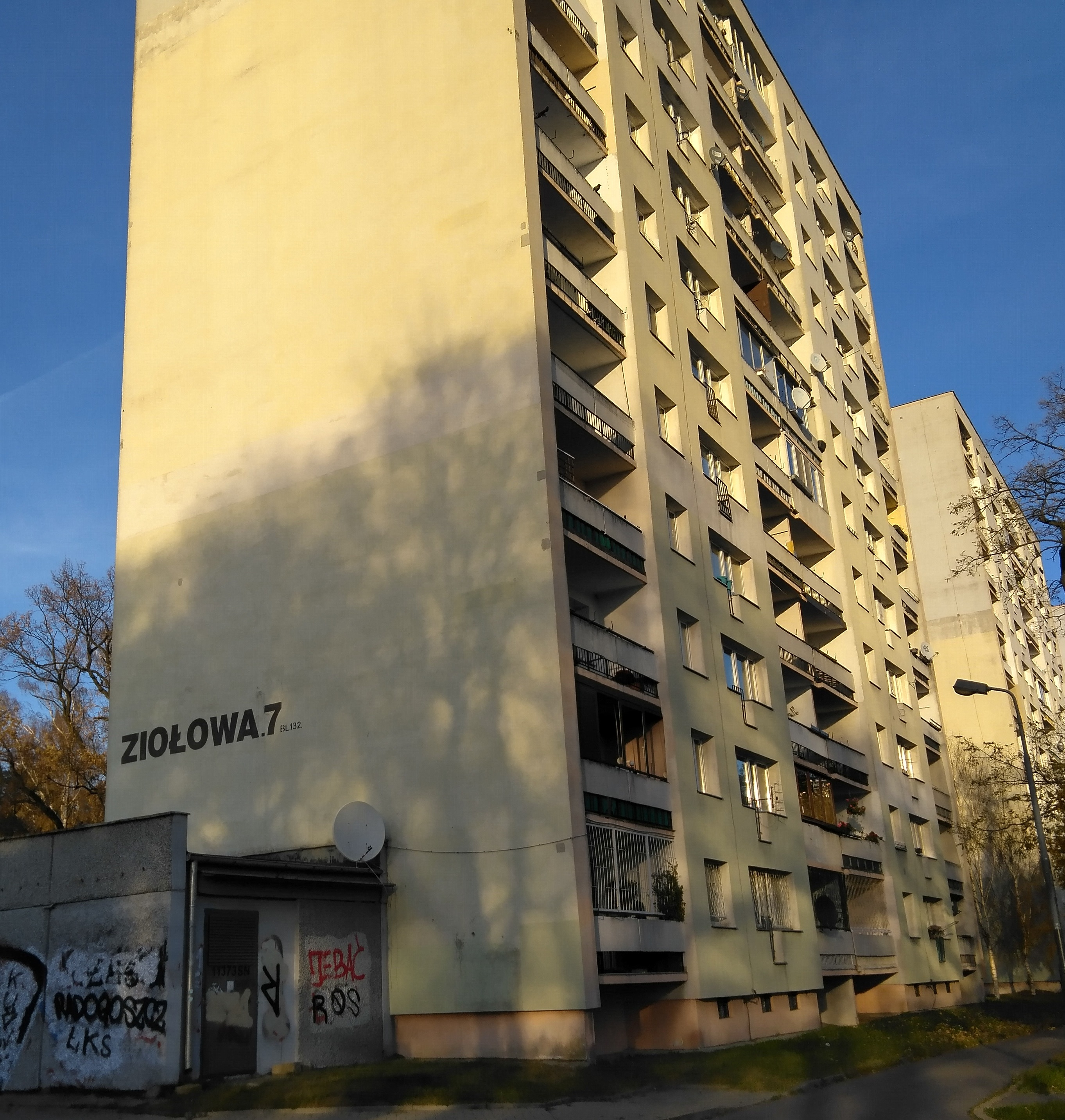
Blokowisko z okresu PRL przy ul. Ziołowej (2024)
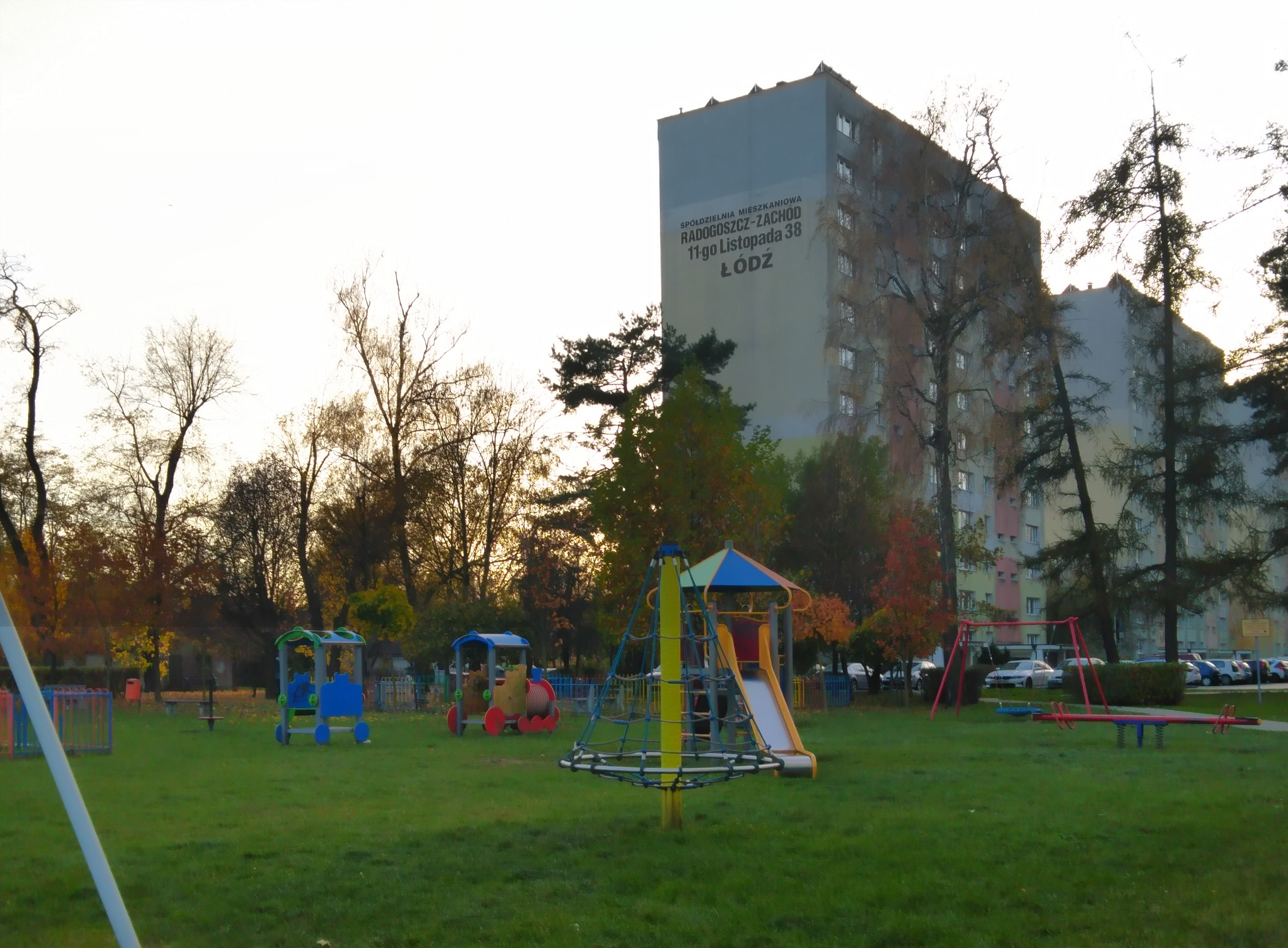
Plac zabaw u zbiegu ulic Zgierskiej i Ziołowej (2024)